# Telemarkskanalen

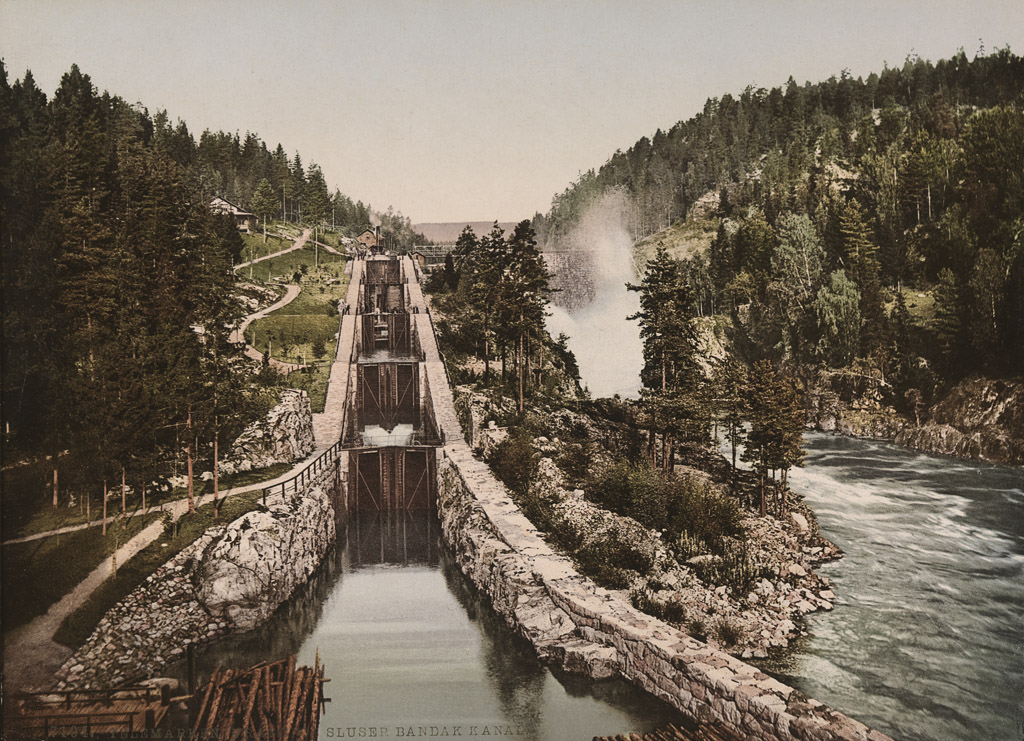
Śluzy Vrangfoss w latach 80. XIX w.

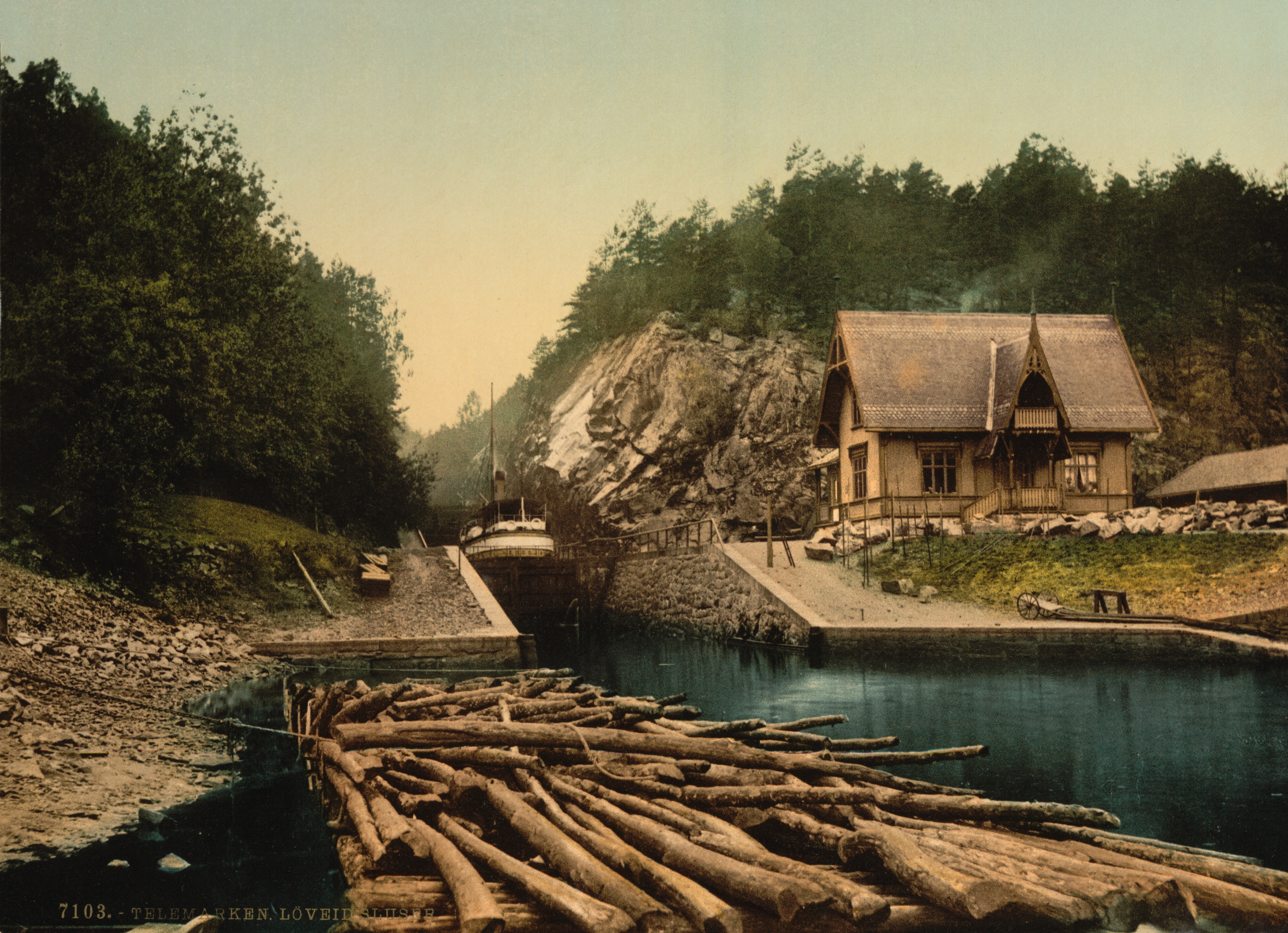
Śluzy Løveid w latach 90. XIX w.

Telemarkskanalen – nazwa śródlądowej drogi wodnej łączącej miejscowości Skien oraz Dalen w regionie administracyjnym Telemark w południowej Norwegii. Powstała w XIX w. droga wodna wykorzystuje kilka z szeregu długich jezior, występujących licznie w dorzeczu rzeki Skien, które połączono dwoma przekopanymi kanałami z 18 śluzami zgrupowanymi w 8 zespołów.
Pierwszy kanał, Norsjø–Skien, z zespołami śluz w Skien i Løveid, został zbudowany w latach 1854–1861. Łączy miejscowość Skien z jeziorem Norsjø. Drugi kanał, Norsjø – Bandak, dłuższy od poprzedniego, prowadził z od zachodniej zatoki jeziora Norsjø przez jeziora Flåvatn i Kviteseidvatn do wschodniego krańca jeziora Bandak. Został otwarty w 1892 r. przez ówczesnego ministra transportu Norwegii, Hansa H. T. Nysoma. W chwili swojego uruchomienia kanał ten uznawany był w całej Europie za wybitne dzieło inżynierii. Odnoga tej drogi wodnej, wiodąca z północnego krańca jeziora Norsjø, daje dostęp przez jezioro Heddalsvatnet do odległego o niespełna 30 km miasta Notodden.
Odcinek Norsjø – Bandak był wykorzystywany nie tylko do transportu statkami i barkami pasażerów i ładunków, ale również do spławu drewna, wykorzystywanego w zakładach papierniczych Norske Skog Union w Skien. Spław zanikł w związku z zamknięciem papierni w 2006 r. Cały kanał, umożliwiający w pewnym zakresie na regulowanie poziomu wody w jeziorach na swojej trasie, pełni też ograniczone funkcje przeciwpowodziowe.
Cały kanał Telemark liczy 105 km długości. 18 śluz pozwala pokonać w drodze ze Skien do Dalen różnicę wysokości wynoszącą 72 m. Największy zespół śluz to Vrangfoss, gdzie przy pomocy pięciu kolejnych komór pokonuje się różnicę poziomów 23 m.

## Śluzy kanału Telemark
Na kanale znajduje się 18 śluz w 8 zespołach:
| Nazwa zespołu śluz | Wysokość podnoszenia | Liczba śluz | Czas śluzowania |
| ------------------ | -------------------- | ----------- | --------------- |
| Skien              | 5 m                  | 1           | 20 min          |
| Løveid             | 10.3 m               | 3           | 35 min          |
| Ulefoss            | 10.7 m               | 3           | 40 min          |
| Eidsfoss           | 10 m                 | 2           | 30 min          |
| Vrangfoss          | 23 m                 | 5           | 60 min          |
| Lunde              | 3 m                  | 1           | 15 min          |
| Kjeldal            | 3 m                  | 1           | 15 min          |
| Hogga              | 7 m                  | 2           | 25 min          |

## Parametry śluz

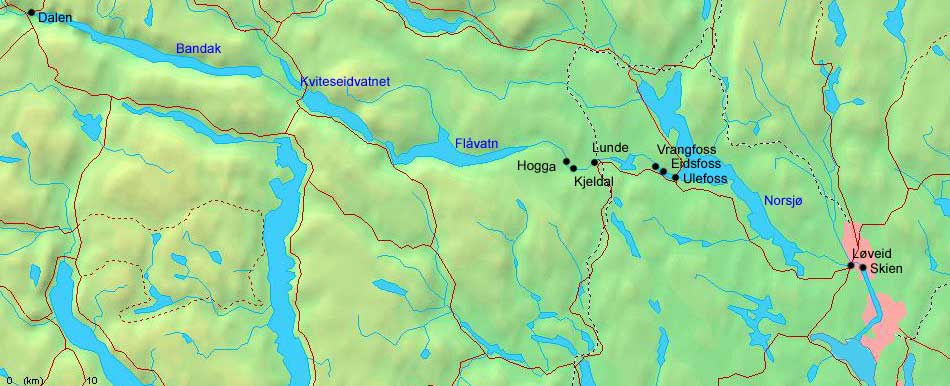
Kanał Telemark od Skien do Dalen

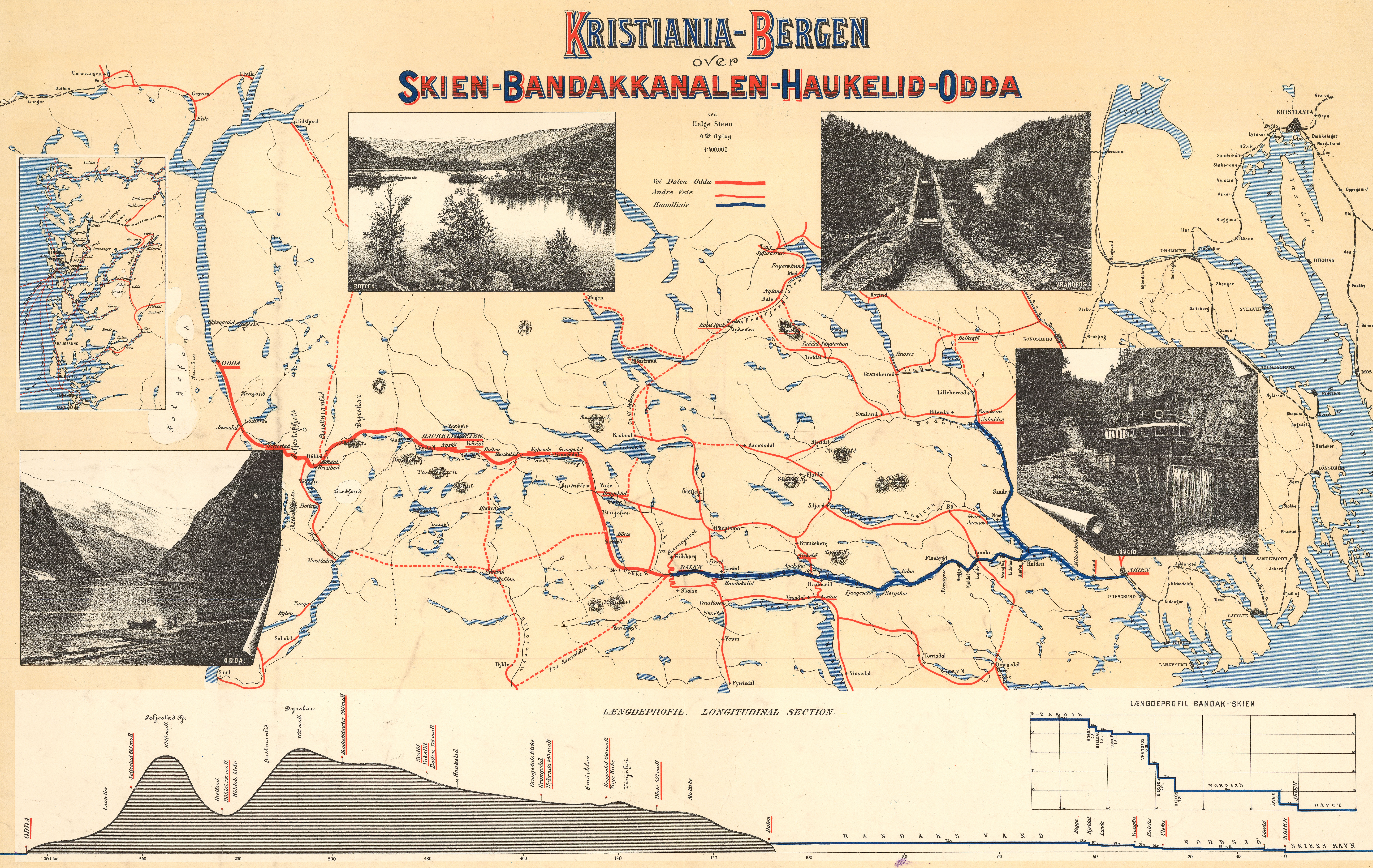
Kanał Telemark na mapie z 1902 r. (zaznaczony kolorem niebieskim)

| Wymiar                    | Metry | Stopy | Uwagi                             |
| ------------------------- | ----- | ----- | --------------------------------- |
| Prześwit (od lustra wody) | 16    | 52.5  | Odcinek Ulefoss–Dalen: max 12.8 m |
| Długość                   | 31.4  | 100   |                                   |
| Szerokość                 | 6.6   | 21    |                                   |
| Zanurzenie                | 2.5   | 8     |                                   |

## Żegluga na kanale
Pierwszymi statkami kursującymi po kanale od 1861 r. były towarowe parowce „Statsraad Stang” i „St. Olaf”, a pierwszym statkiem pasażerskim – pływający w latach 1862–1882 parowiec „Amtmand Aall”. Dziś po kanale kursują statki pasażerskie „Victoria” (zwodowany w 1882 r.) i „Henrik Ibsen” (zwodowany w 1907 r.), obecnie realizujące rejsy turystyczne. „Victoria” pływa po kanale Norsjø–Skien od chwili swego zwodowania (do 1953 r. jako parowiec), zaś po kanale Bandak–Norsjø od momentu jego otwarcia.

## Znaczenie kulturalne kanału
Kanał Telemark został ogłoszony „Miejscem millenijnym” regionu Telemark. W czerwcu 2017 r. został wpisany na norweską listę Narodowego Dziedzictwa Kultury.